# Killer Queen (Гриффины)
Killer Queen («Queen-убийца») — шестнадцатая серия десятого сезона мультсериала «Гриффины». Премьерный показ состоялся 11 марта 2012 года на канале FOX.

## Сюжет
Питер готовит Криса для участия в конкурсе по поеданию хот-догов на время. Главным его соперником на конкурсе станет непобедимый Чарльз Ямамото. Однако Крису удаётся одержать победу.
Дома Лоис замечает, что у Криса серьёзные проблемы с лишним весом. Она принимает решение отвезти его в специальный лагерь для толстяков. Вместе с Крисом там остаётся и Питер.
Однако веселье в лагере длится недолго — на территории лагеря объявляется маньяк-душитель, который убивает одного из толстяков на прогулке. Джо, прибывший на место преступления, констатирует тот факт, что это было именно убийство — толстяка задушили. Питер вспоминает про брата Лоис — Патрика, который всегда страдал тягой к душению толстяков. Во время разговора с Лоис Питер узнаёт, что её брат только что появился у них в доме. Все бросаются к Гриффинам домой. Однако во время ареста брата Лоис сообщается, что только что был убит ещё один ребёнок. Выясняется, что Патрик тут вовсе ни при чём. Наоборот, он даже помогает всем понять, что маньяк объявил охоту именно за Крисом.
В это время Брайан находит на чердаке альбом группы Queen News of the World.

Оригинальная обложка альбома News of the world

Обложка до смерти пугает Стьюи, поэтому Брайан решает воспользоваться этим. Проснувшись рано утром, Стьюи видит альбом у себя перед глазами, он очень пугается, Брайана же это веселит. Ещё несколько шуток с обложкой альбома, подстроенных Брайаном, окончательно сводят Стьюи с ума — у себя в комнате он стреляет из пистолета в Руперта и готовится покончить с собой. К счастью, в комнату вовремя врывается Брайан, который извиняется перед Стьюи за то, что он его пугал. Стьюи прощает его.
Ночь. Крис ложится спать, но вдруг в его комнату врывается Чарльз Ямамото, который, как оказалось, и является маньяком-душителем. Чемпион не может простить Крису своего поражения. Завязывается драка, но в комнате вовремя появляется Стьюи с альбомом Queen в руках. Обложка альбома пугает Ямамото, у него случается сердечный приступ, он падает замертво на пол. Крис благодарит Стьюи за то, что он спас его жизнь. Сам же Стьюи говорит: «Главное, что с нами всё будет хорошо, так ведь, Гигантский Робот?» (в этот момент робот с обложки поднимает крышу и улыбается Стьюи).
Выясняется, что Ямамото освободил брата Лоис из лечебницы для того, чтобы все подозрения пали именно на него. Джо не успевает договорить, как вдруг Патрик внезапно пропадает.

## Показ
Эпизод был показан на канале FOX 11 марта 2012 года и получил рейтинг Нильсена 2,8, собрав аудиторию в 5,74 млн зрителей.

## Критика
Кевин Макфарланд из The A.V. Club дал эпизоду оценку «B». Тем не менее средний уровень серии, по мнению критика, это лучше, чем сложившийся к тому времени в сериале образец эпизодов, «слишком часто забывающий такие вещи, как сюжет и переплетающиеся истории, в угоду вставкам обидного характера». «Мне понравилась простота сегодняшнего эпизода, несколько раз я рассмеялся, и не пришлось стонать от какого-то ужасного материала. Конечно, слабая похвала, но это хотя бы делает сериал сносным», резюмировал Макфарланд.